# Katzenelnbogen
Katzenelnbogen è una città di 2.149 abitanti della Renania-Palatinato, in Germania.

Appartiene al circondario (Landkreis) Rhein-Lahn-Kreis (targa EMS) ed è capoluogo della comunità amministrativa (Verbandsgemeinde) omonima.